# حد خستگی

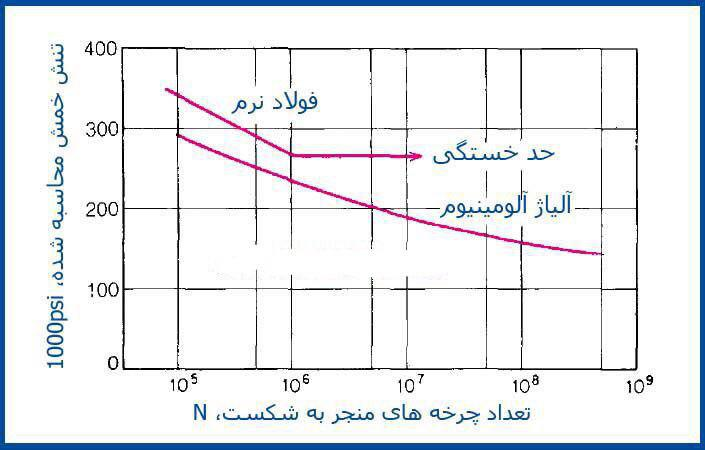
منحنی حد خستگی در نمودار نتش نسبت به چرخه

حد خستگی یا استحکام خستگی بالاترین استرسی است که یک ماده می‌تواند برای یک تعداد سیکل بدون شکستن تحمل کند.
به عبارت دیگر، حداکثر تنشی که می‌تواند برای تعداد معینی از سیکل کاری، بدون شکستگی اعمال کرد را استحکام خستگی می‌نامند. مثلاً قدرت خستگی استاندارد برای آلیاژهای مس برابر ۱۰۰٬۰۰۰٬۰۰۰ سیکل کاری گزارش شده است. در تنش‌های بالاتر از این استحکام خستگی، سیکل کاری کمتری قبل از شکست صورت می‌گیرد؛ در تنش‌های پایین‌تر، فلز سیکل کاری بیشتری را قبل از شکست  تحمل کند.
استحکام خستگی نیز به عنوان قدرت استقامت یا حد خستگی نیز شناخته شده است.